# 森特勒爾城 (科羅拉多州)
森特勒爾城（英語：Central City），是美国科罗拉多州吉尔平县下属的一座城市。建市于1886年6月12日，面积大约为2.426平方英里（6.283平方公里）。根据2010年美国人口普查，该市有人口663人。2011年估计该市有人口667人，相比2010年人口增长率为0.60%。同时，论人口该市是科罗拉多州第174大城市。